# Kakamigahara
Kakamigahara (jap. 各務原市 Kakamigahara-shi) – miasto w prefekturze Gifu na wyspie Honsiu, w Japonii.

## Położenie
Miasto leży w południowej części prefektury Gifu nad rzeką Kiso. Najwyższym punktem w mieście jest góra Gongen 316 m n.p.m.
Miasto graniczy z: Gifu, Seki w prefekturze Gifu oraz od południa z Ichinomiya i Inuyamą i Kōnan w prefekturze Aichi.